# Кобилянський Іван Олександрович
Іва́н Олекса́ндрович Кобиля́нський (нар. 4 липня 1921 — пом. 22 квітня 1945) — радянський військовий льотчик, стрілець-бомбардир 1-ї ескадрильї 289-го бомбардувального авіаційного полку 63-ї авіаційної дивізії (40-а армія, Південно-Західний фронт), сержант. Герой Радянського Союзу (1942).

## Життєпис
Народився 4 липня 1921 року в селі Верблюжка, нині Новгородківський район Кіровоградської області, в родині робітника. Українець. 1929 року разом з родиною переїхав до Кривого Рогу, де закінчив 9 класів і аероклуб. У грудні 1939 року закінчив Ульянівську авіатехнічну школу Тсоавіахіму.
До лав РСЧА призваний в серпні 1940 року Кіровським РВК міста Іваново. Закінчив Харківське військове училище штурмової авіації.
Учасник німецько-радянської війни з 3 вересня 1941 року. Воював на Південно-Західному, Сталінградському, Донському, Центральному, 1-у Прибалтійському, 1-у й 4-у Українських фронтах.
До січня 1942 року стрілець-бомбардир 289-го бомбардувального авіаційного полку сержант І. О. Кобилянський здійснив 100 вдалих бойових вильотів на бомбардування військових колон і скупчень ворожої живої сили і техніки. У повітряних боях збив 1 літак супротивника. Член ВКП(б) з 1942 року.
У 1942 році лейтенант І. О. Кобилянський призначений штурманом 45-ї окремої коректувальної авіаційної ескадрильї. Діяв в інтересах артилерійських частин 21-ї армії, що здійснювали розгром ворожого угруповання, оточеного під Сталінградом.
У квітні 1944 року направлений на навчання до Військово-повітряної академії, проте невдовзі добився переведення в авіаційний полк далекої дії. До жовтня 1944 року здійснив 205 бойових вильотів.
Штурман ескадрильї 22-го гвардійського бомбардувального авіаційного полку гвардії капітан І. О. Кобилянський загинув 22 квітня 1945 року під час виконання бойового завдання. Початково був похований на Плантах у Кракові (Польща) біля барбакану. Згодом перепохований на Військовому цвинтарі на вул. Прандоти. Координати поховання: 50.078533°, 19.955417°. 

## Нагороди
Указом Президії Верховної Ради СРСР від 27 березня 1942 року за зразкове виконання бойових завдань командування та виявлені при цьому відвагу і героїзм, сержантові Кобилянському Івану Олександровичу присвоєне звання Героя Радянського Союзу з врученням ордена Леніна і медалі «Золота Зірка» (№ 645).
Також був нагороджений орденами Червоного Прапора (06.11.1941), Вітчизняної війни 1-го (31.10.1944) та 2-го (09.04.1943) ступенів, Червоної Зірки (09.02.1943) і медаллю «За оборону Сталінграда».

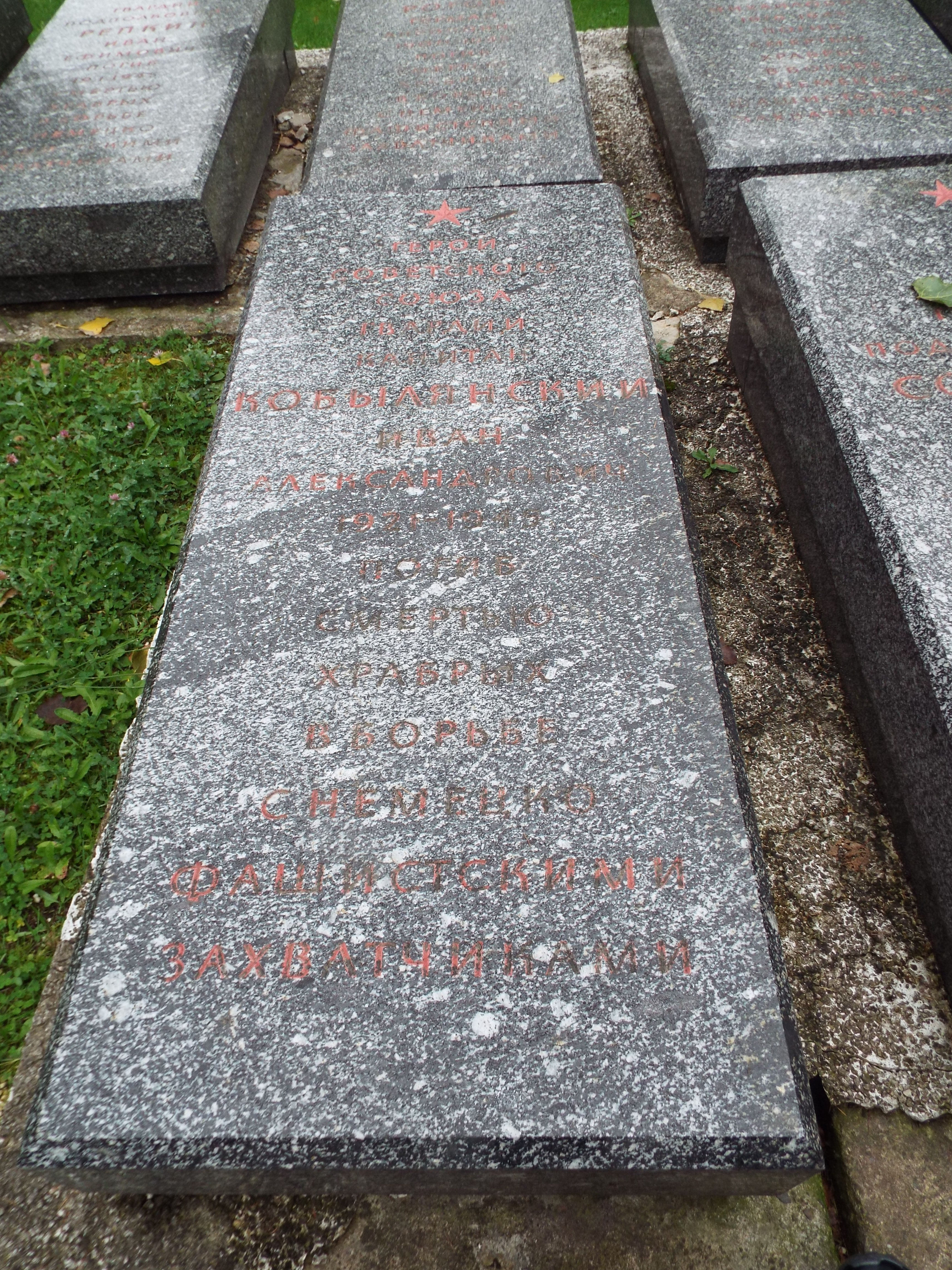
Поховання Івана Кобилянського — пілота-бомбардувальника Червоної армії. Краків, Військовий цвинтар по вул. Prandoty. Фото 2021 р.

## Пам'ять
У Кривому Розі вулиця, на якій зростав Іван Кобилянський, названа його ім'ям.